# 모니악

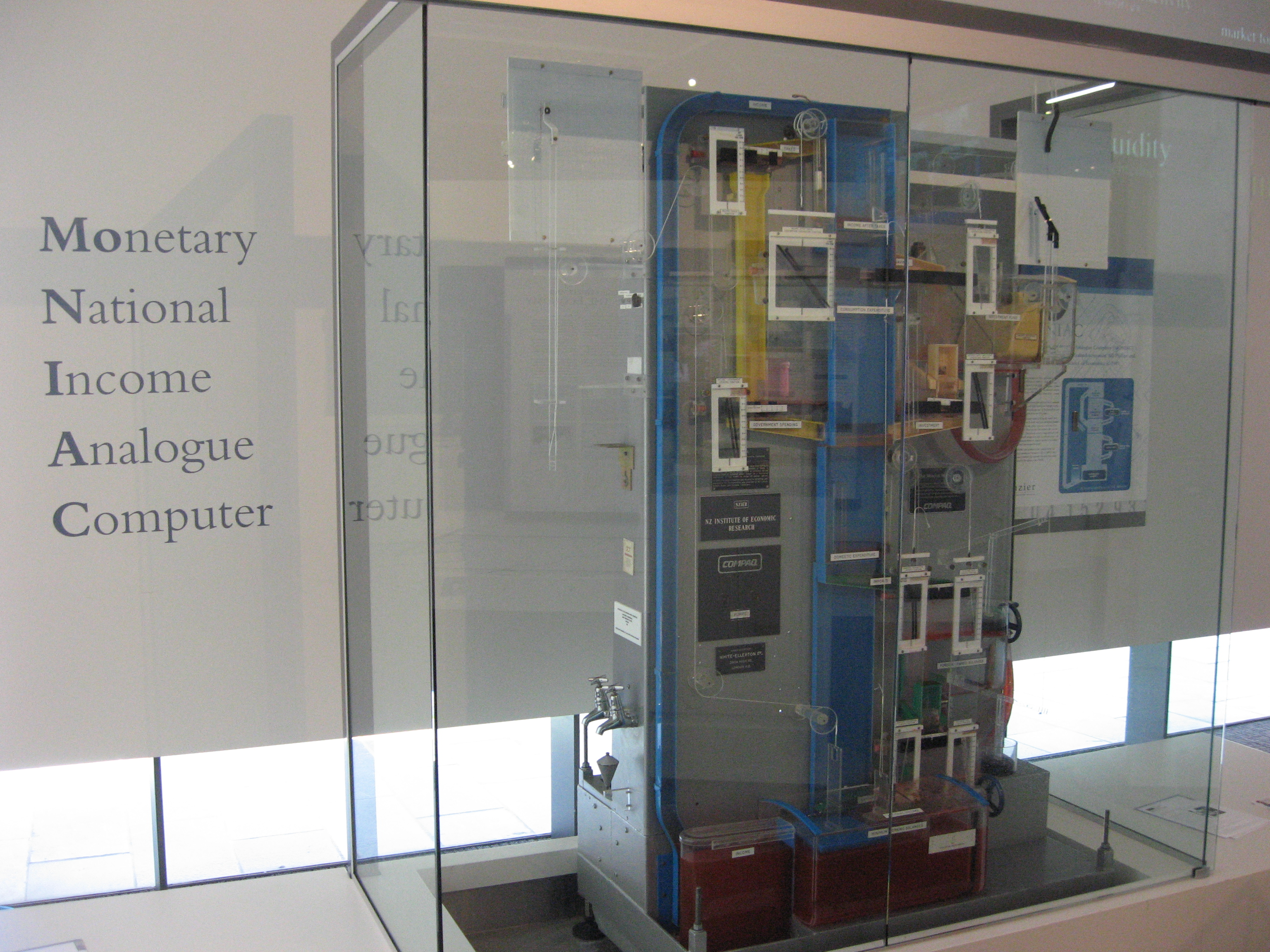
뉴질랜드 준비 은행에 전시된 모니악 컴퓨터.

모니악(MONIAC, Monetary National Income Analogue Computer, Phillips Hydraulic Computer, Financephalograph)은 뉴질랜드의 경제학자 빌 필립스(윌리엄 필립스)가 영국의 국가 경제 프로세스를 모델링하기 위해 1949년 개발한 것이다. 당시 필립스는 런던 정치경제대학교(LSE)의 학생이었다. 모니악은 경제의 동작원리를 모델링하기 위해 유체 논리를 사용한 아날로그 컴퓨터였다. 모니악이라는 이름은 돈을 뜻하는 머니(money), 그리고 초기 전자 컴퓨터인 에니악을 결합하여 만들어진 것에서 유래한다.

## 개요

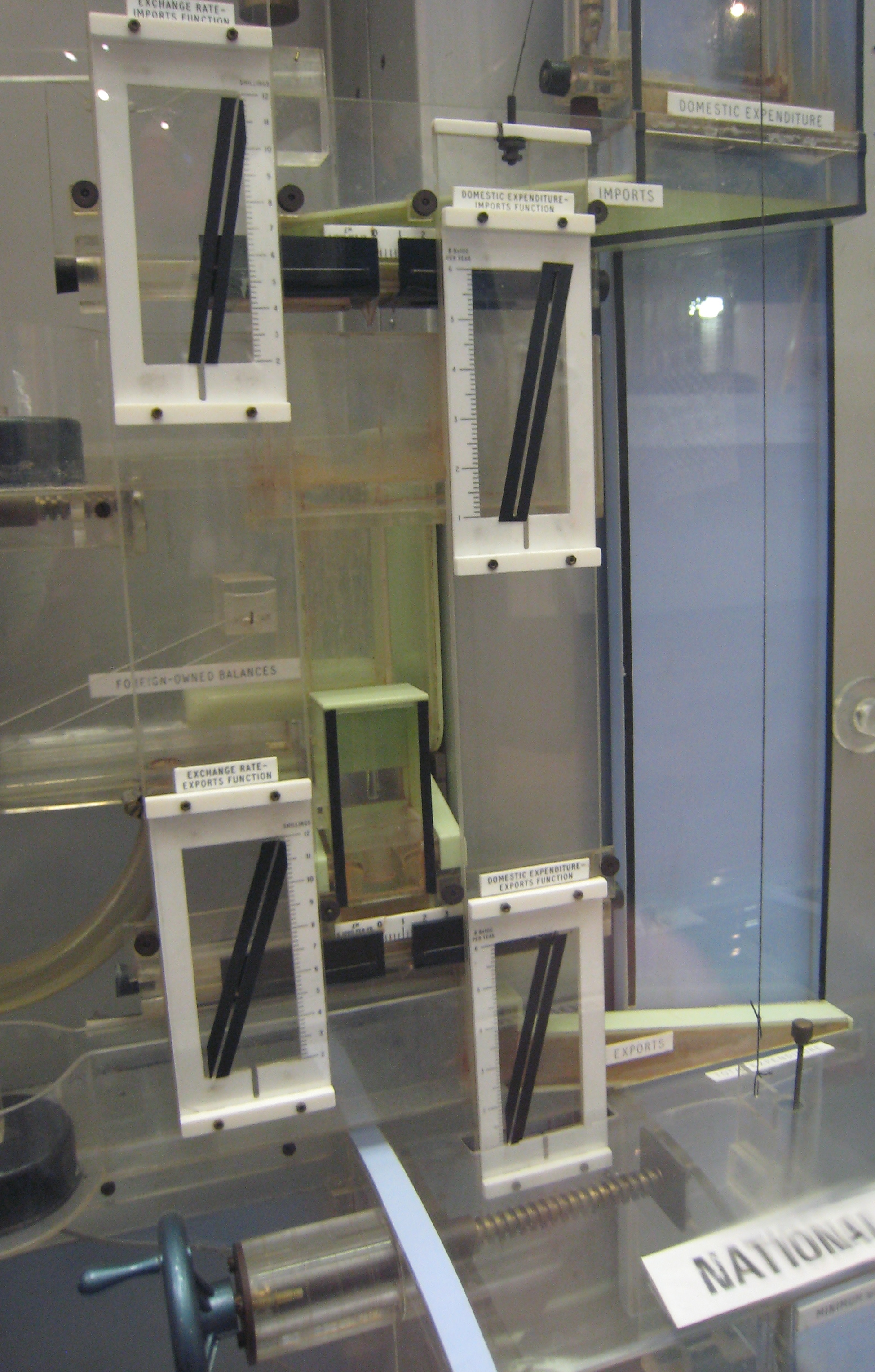
MONIAC 대시보드

모니악의 높이는 대략 2미터, 너비는 1.2미터, 심도는 약 1미터였으며 목재판에 고정된 일련의 투명 플라스틱 탱크와 파이프로 구성되었다. 각 탱크는 영국 국가 경제의 일부 측면을 대표하였고 경제에서의 돈의 흐름은 유색의 물을 통해 그려졌다. 보드의 상단에는 재무부(treasury)라는 이름의 커다란 탱크가 있었다. 물(돈을 대표함)은 재무부로부터 → 국가가 돈을 소비하는 다양한 방식을 대표하는 다른 탱크들로 흘러들어갔다. 이를테면 건강과 교육을 위한 탱크도 있었다. 보건 소비 증대를 위해 꼭지를 열어 재무부의 물을, 보건 소비를 대표하는 탱크로 흘려보낼 수 있었다. 그러면 물은 다른 탱크로 흘러들어갔고 이는 경제의 다른 상호작용을 표현하였다. 물은 조세를 표현하는 탱크 중 일부로부터 재무부까지 펌프를 통해 다시 흘러들어갔다. 세율의 변화는 펌프 속도의 증가/감소를 통해 모델링되었다.

## 같이 보기
- 아날로그 컴퓨터
- 필립스 곡선

## 다큐멘터리
- "The League of Gentlemen". Third Episode of Pandora's Box, a documentary produced by Adam Curtis